# Área metropolitana de Winston-Salem
El área metropolitana de Greensboro-High Point o Área Estadística Metropolitana de Greensboro-High Point, NC MSA, como la denomina la Oficina del Censo de los Estados Unidos, es un Área Estadística Metropolitana centrada en la ciudad de Greensboro, estado de Carolina del Norte, en Estados Unidos. Su población según el censo de 2010 es de 477,717 de habitantes, convirtiéndola en la 105.º área metropolitana más poblada de los Estados Unidos.

## Composición
Los 4 condados que componen el área metropolitana, junto con su población según los resultados del censo 2010:
- Davie – 488.406 habitantes
- Forsyth – 141.752 habitantes
- Stokes – 93.643 habitantes
- Yadkin – 93.643 habitantes

## Área Estadística Metropolitana Combinada
El área metropolitana de Winston-Salem es parte del Área Estadística Metropolitana Combinada de Greensboro—Winston-Salem—High Point CSA, NC CSA, también conocida como La Triada (en inglés Triad) o La Triada del Pedemonte (en inglés Pedemont Triad), junto con:
- el Área Estadística Metropolitana de Greensboro-High Point, NC MSA, que abarca los condados de Guilford, Randolph y Rockingham;
- el Área Estadística Micropolitana de Thomasville-Lexington, NC µSA, que abarca el condado de Davidson;
- el Área Estadística Micropolitana de Burlington, NC µSA, que abarca el condado de Alamance; y
- el Área Estadística Micropolitana de Mount Airy, NC µSA, que abarca el condado de Surry;

toalizando 1.589.200 habitantes en un área de 13.013 km².

## Principales ciudades del área metropolitana
Ciudad principal o núcleo
- Winston-Salem